# David Valero
Valero  Serrano est un nom espagnol. Le premier nom de famille, en général paternel, est Valero ; le second, en général maternel, souvent omis, est Serrano.
David Valero Serrano, né le 27 décembre 1988, est un coureur cycliste espagnol spécialiste de VTT cross-country.

## Palmarès en VTT

### Jeux olympiques
- Rio 2016
  - 9e du cross-country
- Tokyo 2020
  -  Médaillé de bronze du cross-country
- Paris 2024
  - 10e du cross-country

### Championnats du monde
- Les Gets 2022
  -  Médaillé d'argent du cross-country
- Snowshoe 2024
  -  Médaillé de bronze du cross-country marathon

### Coupe du monde
- Coupe du monde de cross-country
  - 2016 : 8e du classement général
  - 2017 : 4e du classement général
  - 2018 : 13e du classement général
  - 2019 : 19e du classement général
  - 2021 : 21e du classement général
  - 2022 : 4e du classement général, vainqueur d'une manche
  - 2023 : 22e du classement général
  - 2024 : 31e du classement général

- Coupe du monde de cross-country short track
  - 2022 : 14e du classement général
  - 2023 : 26e du classement général
  - 2024 : 33e du classement général

### Championnats d'Europe
- Glasgow 2018
  -  Médaillé de bronze du cross-country
- Krynica-Zdrój 2023
  - 5e du cross-country
- Viborg 2024
  -  Médaillé d'argent du cross-country marathon

### Championnats d'Espagne
- 2015
  -  Champion d'Espagne de cross-country
- 2016
  - 2e du cross-country
- 2017
  -  Champion d'Espagne de cross-country
- 2018
  -  Champion d'Espagne de cross-country
- 2019
  -  Champion d'Espagne de cross-country
- 2020
  -  Champion d'Espagne de cross-country
- 2021
  -  Champion d'Espagne de cross-country
- 2022
  -  Champion d'Espagne de cross-country
  -  Champion d'Espagne de cross-country short track
- 2023
  -  Champion d'Espagne de cross-country
  -  Champion d'Espagne de cross-country short track
- 2024
  -  Champion d'Espagne de cross-country